# Torneo de Saint-Malo 2024
El L'Open 35 de Saint-Malo 2024 fue un torneo de tenis profesional jugado en canchas de tierra batida al aire libre. Se trató de la 29.ª edición del torneo que formó parte de los Torneos WTA 125s en 2024. Se llevó a cabo en Saint-Malo, Francia, entre el 29 de abril al 7 de mayo de 2024.

## Cabezas de serie

### Individuales
| Tenista          | Ranking | Preclasificada |
| Clara Burel      | 44      | 1              |
| Anna Blinkova    | 45      | 2              |
| Peyton Stearns   | 87      | 3              |
| Varvara Gracheva | 91      | 4              |
| Daria Saville    | 96      | 5              |
| Renata Zarazúa   | 103     | 6              |
| Katie Volynets   | 105     | 7              |
| Alizé Cornet     | 107     | 8              |

- Ranking del 22 de abril de 2024.

### Dobles
| Tenista                              | Ranking | Preclasificada |
| Giuliana Olmos Alexandra Panova      | 81      | 1              |
| Olivia Gadecki Olivia Nicholls       | 149     | 2              |
| Angelica Moratelli Camilla Rosatello | 150     | 4              |
| Katarzyna Kawa Bibiane Schoofs       | 183     | 3              |

## Campeonas

### Individuales femeninos
Loïs Boisson venció a  Chloé Paquet por 4–6, 7–6(3), 6–3

### Dobles femenino
Amina Anshba /  Anastasia Dețiuc vencieron a  Estelle Cascino /  Carole Monnet por 7–6(7), 2–6, [10–5]